# ボニファティウス6世 (ローマ教皇)
ボニファティウス6世（Bonifacius VI, ? - 896年4月26日）は、第112代ローマ教皇（在位：896年4月）。
出身はローマで、ローマ教会の司教の息子である。倫理に欠けていたとされ、ヨハネス8世により2度聖務停止されたことがある。
896年4月、先代のフォルモススの死去で東フランク王兼ローマ皇帝アルヌルフとスポレート公ランベルト・ダ・スポレートの支持者達による対立が起こり、後者の支持で教皇に選出されたが、在位わずか15日で痛風で死去した。死後898年の教会会議で教皇選出を無効にされたが1947年に教皇表に載せられ復権した。次の教皇にはステファヌス6世が選出された。